# 八重咲き

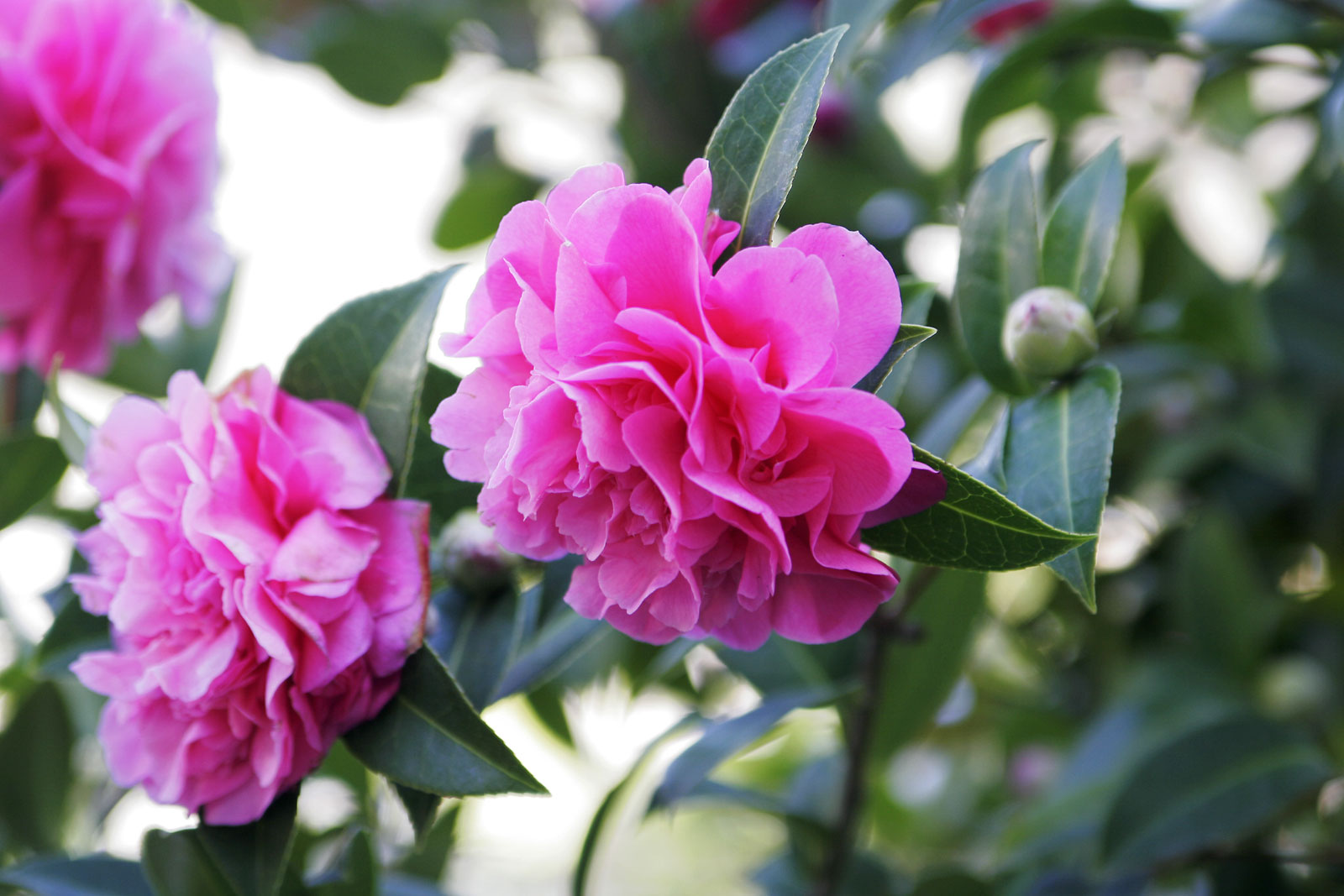
八重咲きのツバキ

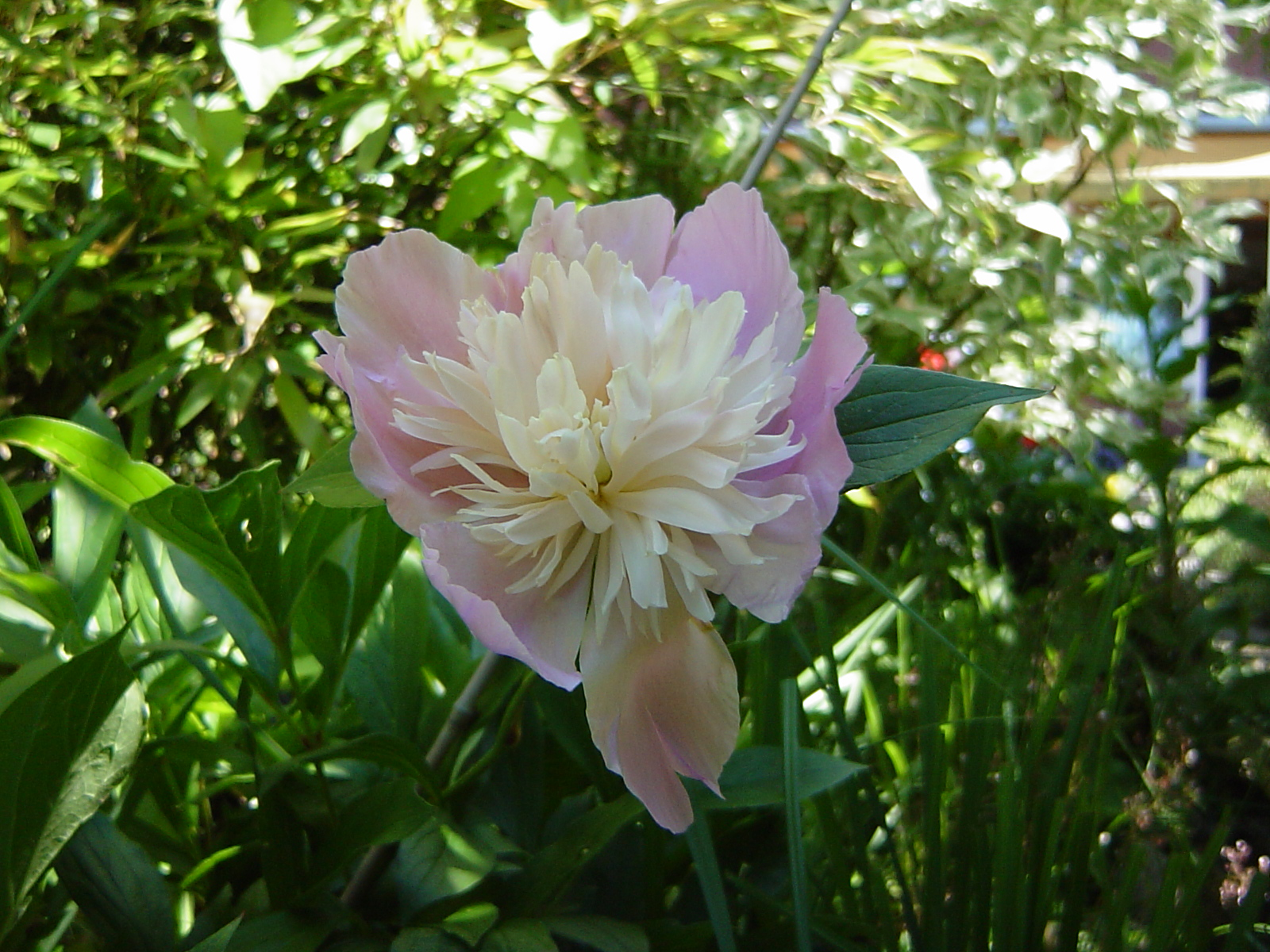
シャクヤク 翁咲きと呼ばれる状態。雄蘂の花弁化が八重咲きほど進行していないため、翁咲きと呼んで区別する。

八重咲き（やえざき、Double-flowered）とは、花びらが重なって咲く花の咲き方のことで、普通は変わりものとして出現する。花が派手になるので園芸植物では喜ばれる。

## 概論
八重咲きとは、通常の花において花びらの内側の雄蘂や雌蘂が並んでいる場所に、さらに多くの花びらが並んで、花びらだけで花が構成されているように見える状態を指す。
八重とは『幾重にも重なっているさま』の意味であり、花弁の列数が8という意味ではない。
なお、通常の花弁の内側にもう一列の花弁が生じるものは二重咲きと言う。
普通は、野生の植物には雄蘂と雌蘂があるのが当然であるので、このような花は突然変異によって出現する。中には、ヤブカンゾウのように、野生種でありながら八重咲きが普通、というものもある。
八重咲きにおける、内側の花びらは、雄蘂や雌蘂にあたり、それらが花弁化したのが八重咲きである。花弁はもともと雄蘂や雌蘂を囲む葉に由来するものであり、雄蘂や雌蘂はそれぞれ小胞子葉、大胞子葉であるから、やはり葉が起源である。いずれも葉に由来するものなので、それらがすべて花弁化すること自体にはさほど不思議はない。
ただし、八重咲きの花では雄蘂や雌蘂が正常に形成されないので、種子や果実は作られない場合が多い。繁殖には株分けなどの栄養生殖が行われる。

## さまざまな場合
実際に個々の八重咲きを見ると、様々な点で異なったものがある。普通の八重咲きは、雄蘂や雌蘂が花弁化したものなので、当然ながら雄蘂や雌蘂はない。しかし、雌蘂は正常に残っている場合もあり、その場合には果実ができることもある。ただし、雄蘂が正常で雌蘂は花弁化する、というのはないようである。また、萼片も花弁化するものもある。

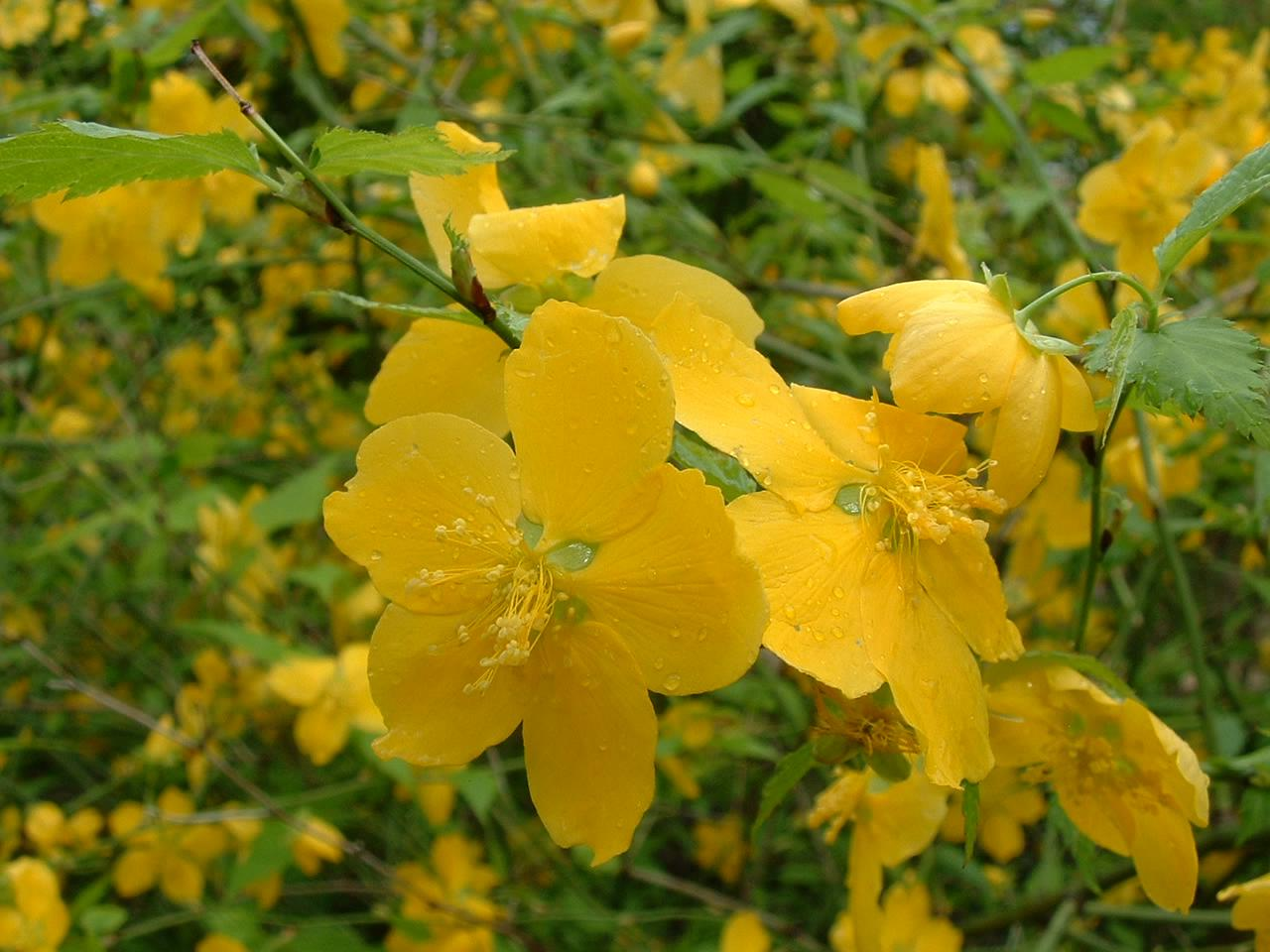
野生種のヤマブキ Kerria japonica 花弁は5つ。

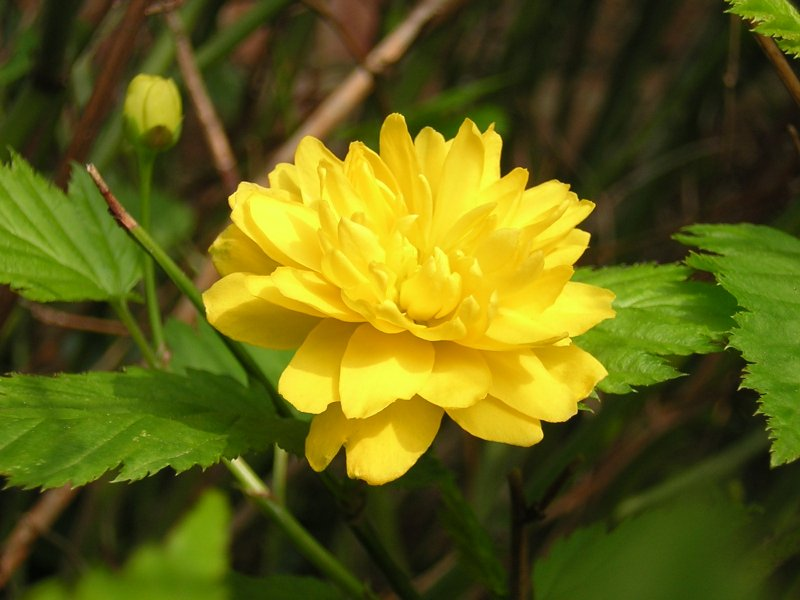
栽培種のヤマブキ 八重咲きとなっている。

バラの花は、一般には八重咲きが普通のようにすら考えられ、八重咲きのばらの花びらのような配列のことを指す、ロゼットと言う言葉があるほどである。しかし、野生種は五弁の花びらだけを持つものである。その他、多くの園芸植物に八重咲きの例がある。
ウメには八重咲きながらも雄蘂も雌蘂も正常な花が見られる。これは、花弁が余分に形成されたものと考えられる。
ラン科植物の場合、いわゆる洋ランには八重咲きはほとんどない。これは、もともとの花の形がおもしろく、それを楽しむ向きが強いからであろう。品種改良は、それよりも、その形のままに、より大きい花、より鮮やかな花を求める方向に進められた。他方、東洋ランの世界では、変わりものが重視される傾向があり、いくつもの八重咲きが知られる。それらを見ると、通常の花弁が少し増えたもの、唇弁が増えたものなど、その現れ方には様々なものがある。中国春蘭の余胡蝶は、花弁とも唇弁ともつかない花弁が、非常に数多くなっているので、花弁の増加が起きているらしく見える。四喜蝶では、花弁が八枚になっているが、これはむしろ、二つの花が背中合わせに融合したことによるらしい。

## キク科の場合
ガーベラやマリーゴールドなど、キク科の花で八重咲きと呼ばれるものは、これまで述べたものとは全く異なるものである。キク科の「花」は、実は単一の花ではなく、頭状花序と呼ばれ、小さな花の集まりである。ヒマワリのように、外側に花びらが並んでいるように見えるものは、外側に一方に広がった形の花びらが大きく発達した花（舌状花）が並び、内側には花びらが小さい花（管状花）が集まっているためである。そこで、管状花があるべきところにも舌状花がつくようになったものが一般の花の八重咲きと同じように見える。タンポポなど、もともと舌状花のみから花序が構成されているものでは、普通のものも八重咲きに見えるし、普通に種子が作られる。

## 園芸
八重咲きの花は、普通の花より派手になるので、園芸的には重視される。ほとんどの園芸植物に八重咲きものがあるくらいである。植物にもよるが、様々な型の八重咲きを持つものでは、さらに細かく区別する呼び方がある。よく使われるものとしては、花びらが大きく膨らんで、派手になったものを牡丹咲き、花びらが細くてあまり膨らまない咲き方を菊咲き、といった呼び方がある。丁字咲き、万重咲きなどの言葉もある。